# Maire de Brazzaville
Le maire de Brazzaville est un chef exécutif élu qui préside le Conseil municipal de Brazzaville, la capitale de la république du Congo. Il siège à l'hôtel de ville de Brazzaville. 
Le maire actuel est Dieudonné Bantsimba, élu le 22 mai 2020.